# Archiulus gauthieri
Archiulus gauthieri är en mångfotingart som beskrevs av Henri W. Brölemann 1931. Archiulus gauthieri ingår i släktet Archiulus och familjen kejsardubbelfotingar. Inga underarter finns listade i Catalogue of Life.